# David Unterberger
Pour les articles homonymes, voir Unterberger.
David Unterberger, né le 23 septembre 1988 à Bad Ischl, est un sauteur à ski autrichien.

## Biographie
Membre du club SV Villach, il fait ses débuts dans des concours de la FIS lors de la saison 2004-2005. Il remporte en 2007 ses premières manches dans la Coupe FIS à Chaux-Neuve.
Aux Championnats du monde junior 2008, Unterberger obtient la médaille d'argent à la compétition par équipes. En décembre 2008, Unterberger monte sur son premier podium dans la Coupe continentale à Vikersund. Dans cette compétition, il remporte un total de six manches l'hiver suivant et alors son classement général. Il fait ses débuts dans la Coupe du monde en janvier 2010 à Bischofshofen, terminant 40e. À l'été 2010, sur le Grand Prix, où l'élite du saut est présente, il se classe 20e à Hinterzarten. Jusqu'à la fin de sa carrière en 2014, il reste cantonné à la Coupe FIS, dont il domine le classement général en 2013 ou la Coupe continentale, prenant part à que de rares épreuves en Coupe du monde en 2012 et 2013.
Il obtient plusieurs succès dans les Universiades, gagnant la médaille d'or en grand tremplin et la médaille d'argent par équipes en 2009 à Yabuli, ainsi que la médaille de bronze par équipes en 2013 au Trentin.

## Palmarès

### Championnats du monde junior
| Épreuve / Édition | Tarvisio 2007 | Zakopane 2008 |
| Individuel        | 14e           | 14e           |
| Par équipes       |               | Argent        |

### Coupe du monde
- Meilleur résultat individuel : 40e.

### Coupe continentale
- Vainqueur du classement général en 2010.
- 15 podiums, dont 6 victoires.